# Quá trình sản xuất các phim James Bond
Loạt phim điện ảnh James Bond là loạt phim điện ảnh gián điệp của Anh, dựa trên nhân vật hư cấu cùng tên James Bond, đặc vụ của tổ chức MI6 (bí danh là "007"); nhân vật xuất hiện gốc trong loạt sách của Ian Fleming. Đây là một trong những loạt phim điện ảnh kéo dài liên tục lâu nhất trong lịch sử, với khâu sản xuất hoạt động không ngừng từ năm 1962 đến nay (trong đó có 6 năm bị đình trệ từ 1989 đến 1995). Tại thời điểm đó hãng Eon Productions đã cho ra đời 25 tác phẩm, phần lớn trong số chúng được thực hiện tại Pinewood Studios. Với doanh thu tổng cộng hơn 7 tỷ USD tính đến nay, các bộ phim do Eon sản xuất trở thành loạt phim điện ảnh có doanh thu cao thứ 5 mọi thời đại. Có 6 diễn viên từng thủ vai 007 trong loạt phim của Eon, người gần nhất là tài tử Daniel Craig.
Albert R. Broccoli và Harry Saltzman đồng sản xuất đa số các bộ phim của Eon cho đến năm 1975, thời điểm Broccoli trở thành nhà sản xuất duy nhất. Ngoại lệ duy nhất trong thời gian này là Thunderball, tác phẩm mà Broccoli và Saltzman làm giám đốc sản xuất trong khi Kevin McClory chịu trách nhiệm sản xuất. Từ năm 1984, con trai riêng của Broccoli là Michael G. Wilson cùng ông đảm nhiệm vị trí nhà sản xuất, và năm 1995 Broccoli rời khỏi Eon để nhường chỗ cho con gái ông là Barbara, kể từ đó cô và Wilson nắm giữ vị trí đồng sản xuất loạt phim. Công ty gia đình của Broccoli mang tên Danjaq (và cho đến năm 1975 thì thuộc về Saltzman) là đơn vị nắm giữ quyền sở hữu của nhượng quyền thông qua Eon và duy trì vai trò đồng sở hữu với United Artists kể từ giữa thập niên 1970. Loạt phim của Eon đã chứng kiến sự thay đổi liên tục trong cả những diễn viên chính và ê-kíp làm phim như các đạo diễn, biên kịch, nhà soạn nhạc, thiết kế sản xuất và nhiều vị trí khác trong một số bộ phim.